# Purba Baru
Purba Baru is een bestuurslaag in het regentschap Mandailing Natal van de provincie Noord-Sumatra, Indonesië. Purba Baru telt 6965 inwoners (volkstelling 2010).